# Policía Local de Albacete
La Policía Local de Albacete es el cuerpo de policía de la ciudad española de Albacete. Es un instituto armado de naturaleza civil creado en 1854, dependiente del Ayuntamiento de Albacete, que presta asistencia a los ciudadanos, a los que auxilia, protege e informa con el fin de garantizar sus derechos y libertades. Es el mayor cuerpo de policía de Castilla-La Mancha.

## Historia
Los primeros antecedentes de la policía de Albacete se sitúan en los vigilantes nombrados en 1808 por la Junta de Gobierno Provincial durante la ocupación francesa. En 1833 se creó la Milicia Urbana, formada por voluntarios y armados, y en 1834 se creó un grupo de guardas con el fin de controlar la epidemia de cólera que azotó el municipio.
El 20 de septiembre de 1854, en sesión plenaria, el gobernador civil expuso la necesidad de contar con un cuerpo de policía urbana y de vigilancia permanente, el cual fue creado por la corporación municipal el 2 de octubre con el nombre de Guardia Municipal. Para ello, se contrató a un cabo y ocho guardias, que fueron armados con un sable y una carabina procedentes de los milicianos. Su vestimenta estaba compuesta por chaqueta azul y pantalón azul-gris y el cabo-jefe llevaba además levita.